# Korea Południowa na Letnich Igrzyskach Olimpijskich 2012
Koreę Południową na Letnich Igrzyskach Olimpijskich 2012, które odbyły się w Londynie reprezentowało 248 zawodników. Zdobyli oni 28 medali: 13 złotych, 8 srebrnych i 7 brązowych, zajmując 5. miejsce w klasyfikacji medalowej.
Był to szesnasty start reprezentacji Korei Południowej na letnich igrzyskach olimpijskich.

## Zdobyte medale
| Medal  | Zawodnik                                                | Dyscyplina          | Konkurencja                                      | Rezultat                                                                                              | Data        |
| ------ | ------------------------------------------------------- | ------------------- | ------------------------------------------------ | --- | ----------- |
| Złoto  | Jin Jong-oh                                             | Strzelectwo         | Pistolet pneumatyczny 10 m mężczyzn              | 688.2 pkt.                                                                                            | 28 lipca    |
| Złoto  | Lee Sung-jin Ki Bo-bae Choi Hyun-joo                    | Łucznictwo          | Turniej drużynowy kobiet                         | W finale pokonały reprezentację Chin 210-209.                                                         | 29 lipca    |
| Złoto  | Kim Jae-bum                                             | Judo                | Kategoria do 81 kg mężczyzn                      | W finale pokonał reprezentanta Niemiec Ole Bischofa.                                                  | 31 lipca    |
| Złoto  | Kim Jang-mi                                             | Strzelectwo         | Pistolet sportowy 25 m kobiet                    | 792.4 pkt.                                                                                            | 1 sierpnia  |
| Złoto  | Song Dae-nam                                            | Judo                | Kategoria do 90 kg mężczyzn                      | W finale pokonał reprezentanta Kuby Asley Gonzáleza.                                                  | 1 sierpnia  |
| Złoto  | Kim Ji-yeon                                             | Szermierka          | Szabla indywidualnie kobiet                      | W finale pokonała reprezentantkę Rosji Sofiję Wieliką 15-9.                                           | 1 sierpnia  |
| Złoto  | Ki Bo-bae                                               | Łucznictwo          | Kobiety indywidualnie                            | W finale pokonała reprezentantkę Meksyku Aídę Román 6-5.                                              | 2 sierpnia  |
| Złoto  | Oh Jin-hyek                                             | Łucznictwo          | Mężczyźni indywidualnie                          | W finale pokonała reprezentanta Japonii Takaharu Furukawę 7-1.                                        | 3 sierpnia  |
| Złoto  | Gu Bon-gil Won Woo-young Kim Jung-hwan Oh Eun-seok      | Szermierka          | Szabla drużynowo mężczyzn                        | W finale pokonali reprezentację Rumunii 45-26.                                                        | 3 sierpnia  |
| Złoto  | Jin Jong-oh                                             | Strzelectwo         | Pistolet dowolny 50 m mężczyzn                   | 662.0 pkt.                                                                                            | 5 sierpnia  |
| Złoto  | Yang Hak-seon                                           | Gimnastyka sportowa | Skoki mężczyzn                                   | 16.533 pkt.                                                                                           | 6 sierpnia  |
| Złoto  | Kim Hyeon-woo                                           | Zapasy              | Kategoria do 66 kg mężczyzn w stylu klasycznym   | W finale pokonał reprezentanta Węgier Tamása Lőrincza 3-0.                                            | 7 sierpnia  |
| Złoto  | Hwang Kyung-seon                                        | Taekwondo           | Do 67 kg kobiet                                  | W finale pokonała reprezentantkę Turcji Nur Tatar 12-5.                                               | 10 sierpnia |
| Srebro | Park Tae-hwan                                           | Pływanie            | 400 m stylem dowolnym mężczyzn                   | 3:42,06 min.                                                                                          | 28 lipca    |
| Srebro | Park Tae-hwan                                           | Pływanie            | 200 m stylem dowolnym mężczyzn                   | 1:44,93 min.                                                                                          | 30 lipca    |
| Srebro | Choi In-jeong Shin A-lam Jung Hyo-jung Choi Eun-sook    | Szermierka          | Szpada drużynowo kobiet                          | W finale przegrały z reprezentacją Chin 25-39.                                                        | 4 sierpnia  |
| Srebro | Choi Young-rae                                          | Strzelectwo         | Pistolet dowolny 50 m mężczyzn                   | 661.5 pkt.                                                                                            | 5 sierpnia  |
| Srebro | Kim Jong-hyun                                           | Strzelectwo         | Karabin małokalibrowy trzy postawy 50 m mężczyzn | 1272.5 pkt.                                                                                           | 6 sierpnia  |
| Srebro | Joo Se-hyuk Oh Sang-eun Ryu Seung-min                   | Tenis stołowy       | Turniej drużynowy mężczyzn                       | W finale przegrali z reprezentacją Chin 0-3.                                                          | 8 sierpnia  |
| Srebro | Lee Dae-hoon                                            | Taekwondo           | Do 58 kg mężczyzn                                | W finale uległ reprezentantowi Hiszpanii Joelowi Gonzálezowi 8-17.                                    | 8 sierpnia  |
| Srebro | Han Soon-chul                                           | Boks                | Waga lekka mężczyzn                              | W finale uległ reprezentantowi Ukrainy Wasylowi Łomaczenko 9-19.                                      | 12 sierpnia |
| Brąz   | Im Dong-hyun Kim Bub-min Oh Jin-hyek                    | Łucznictwo          | Turniej drużynowy mężczyzn                       | W meczu o brązowy medal pokonali reprezentację Meksyku 224-219.                                       | 28 lipca    |
| Brąz   | Cho Jun-ho                                              | Judo                | Kategoria do 66 kg mężczyzn                      | W pojedynku o brązowy medal pokonał reprezentanta Hiszpanii Sugoi Uriarte.                            | 29 lipca    |
| Brąz   | Choi Byung-chul                                         | Szermierka          | Floret indywidualnie mężczyzn                    | W pojedynku o brązowy medal pokonał reprezentanta Włoch Andreę Baldiniego 15-14.                      | 31 lipca    |
| Brąz   | Jung Jin-sun                                            | Szermierka          | Szpada indywidualnie mężczyzn                    | W pojedynku o brązowy medal pokonał reprezentanta Stanów Zjednoczonych Westona Kelseya 12-11.         | 1 sierpnia  |
| Brąz   | Nam Hyun-hee Jung Gil-ok Jeon Hee-sook Oh Ha-na         | Szermierka          | Floret drużynowo kobiet                          | W meczu o brązowy medal pokonały reprezentację Francji 45-32.                                         | 2 sierpnia  |
| Brąz   | Jung Jae-sung Lee Yong-dae                              | Badminton           | Gra podwójna mężczyzn                            | W pojedynku o brązowy medal pokonali debel z Malezji Koo Kien Keat/Tan Boon Heong 2:0 (23-21, 21-10). | 5 sierpnia  |
| Brąz   | Reprezentacja Korei Południowej w piłce nożnej mężczyzn | Piłka nożna         | Turniej mężczyzn                                 | W meczu o brązowy medal pokonali reprezentację Japonii 2:0.                                           | 10 sierpnia |

## Reprezentanci

### Badminton
Mężczyźni
| Zawodnik                    | Konkurencja    | Faza grupowa                           | Faza grupowa                    | Faza grupowa                     | Faza grupowa | Eliminacje                 | Ćwierćfinał                      | Półfinał                              | Finał                           | Finał   |
| Zawodnik                    | Konkurencja    | Przeciwnik Punkty                      | Przeciwnik Punkty               | Przeciwnik Punkty                | Miejsce      | Przeciwnik Punkty          | Przeciwnik Punkty                | Przeciwnik Punkty                     | Przeciwnik Punkty               | Miejsce |
| --------------------------- | -------------- | -------------------------------------- | ------------------------------- | -------------------------------- | ------------ | -------------------------- | -------------------------------- | ------------------------------------- | ------------------------------- | ------- |
| Lee Hyun-il                 | gra pojedyncza | Pacheco W (21-12, 21-7)                | —                               | —                                | 1. Q         | Jørgensen W (21-17, 21-13) | Chen J W (21-15, 21-16)          | Lin D P (12-21, 10-21)                | Chen L P (12-21, 21-15, 15-21)  | 4.      |
| Son Wan-ho                  | gra pojedyncza | Iwanow W (21-15, 21-19)                | Hsu JH W (21-14, 21-10)         | —                                | 1. Q         | Gade P (9-21, 16-21)       | NQ                               | NQ                                    | NQ                              | NQ      |
| Jung Jae-sung Lee Yong-dae  | gra podwójna   | Bach/ Gunawan W (21-14, 21-19)         | Kawamae/ Sato W (21-16, 21–15)  | Koo KK/ Tan BH W (21–16, 21–11)  | 1. Q         | —                          | Ahsan / Septano W (21-12, 21-16) | Boe/ Mogensen P (21-17, 18-21, 20-22) | Koo KK/ Tan BH W (23–21, 21–10) | brąz    |
| Ko Sung-hyun Yoo Yeon-seong | gra podwójna   | Cwalina/ Łogosz W (17-21, 21-7, 21-13) | Isara/ Jongjit P (15-21, 14-21) | Ahsan / Septano P (22-24, 12-21) | 3.           | —                          | NQ                               | NQ                                    | NQ                              | NQ      |

Kobiety
| Zawodniczka              | Konkurencja    | Faza grupowa                   | Faza grupowa                        | Faza grupowa                            | Faza grupowa | Eliminacje                     | Ćwierćfinał          | Półfinał             | Finał                | Finał   |
| Zawodniczka              | Konkurencja    | Przeciwniczka Punkty           | Przeciwniczka Punkty                | Przeciwniczka Punkty                    | Miejsce      | Przeciwniczka Punkty           | Przeciwniczka Punkty | Przeciwniczka Punkty | Przeciwniczka Punkty | Miejsce |
| ------------------------ | -------------- | ------------------------------ | ----------------------------------- | --------------------------------------- | ------------ | ------------------------------ | -------------------- | -------------------- | -------------------- | ------- |
| Bae Youn-joo             | gra pojedyncza | Tae JY W (16-21, 21–15, 21–12) | Allegrini W (21–11, 21–15)          | —                                       | 1 Q          | Wang Y P (21-15, 14-21, 14-21) | NQ                   | NQ                   | NQ                   | NQ      |
| Song Ji-hyun             | gra pojedyncza | Kværnø W (21–8, 21–5)          | Yip PY P (18-21, 21-23)             | —                                       | 2.           | NQ                             | NQ                   | NQ                   | NQ                   | NQ      |
| Ha Jung-eun Kim Min-jung | gra podwójna   | Choo / Veeran W (21–7, 21-19)  | Edwards / Viljoen W (21-8, 21-7)    | Jauhari / Polii W (18-21, 21–14, 21-12) | 1.           | —                              | NQ                   | NQ                   | NQ                   | NQ      |
| Jung Kyung-eun Kim Ha-na | gra podwójna   | Bruce / Li W (21–5, 21-11)     | Sorokina / Wisłowa W (23-21, 21-18) | Wang X / Yu Y W (21–14, 21-11)          | 1.           | —                              | NQ                   | NQ                   | NQ                   | NQ      |

Mieszane
| Zawodnicy                | Konkurencja  | Faza grupowa                    | Faza grupowa                     | Faza grupowa                  | Faza grupowa | Ćwierćfinał        | Półfinał           | Finał              | Finał   |
| Zawodnicy                | Konkurencja  | Przeciwnicy Punkty              | Przeciwnicy Punkty               | Przeciwnicy Punkty            | Miejsce      | Przeciwnicy Punkty | Przeciwnicy Punkty | Przeciwnicy Punkty | Miejsce |
| ------------------------ | ------------ | ------------------------------- | -------------------------------- | ----------------------------- | ------------ | ------------------ | ------------------ | ------------------ | ------- |
| Ha Jung-eun Lee Yong-dae | gra mieszana | Ahmad / Natsir P (19-21, 12-21) | Laybourn / Juhl P (15-21, 12-21) | Diju / Gutta W (21–15, 21–15) | 3.           | NQ                 | NQ                 | NQ                 | NQ      |

### Boks
Mężczyźni
| Zawodnik      | Konkurencja               | 1/16             | 1/8                 | Ćwierćfinały        | Półfinały          | Finał             | Finał   |    |
| Zawodnik      | Konkurencja               | Przeciwnik Wynik | Przeciwnik Wynik    | Przeciwnik Wynik    | Przeciwnik Wynik   | Przeciwnik Wynik  | Pozycja |    |
| ------------- | ------------------------- | ---------------- | ------------------- | ------------------- | ------------------ | ----------------- | ------- | -- |
| Shin Jong-hun | Waga papierowa (do 49 kg) | BYE              | Aleksandrow P 14-15 | NQ                  | NQ                 | NQ                | NQ      | NQ |
| Han Soon-chul | Waga lekka (do 60 kg)     | Eliwa W 11-6     | Safaryants W 13+-13 | Gaibnazarow W 16-13 | Petrauskas W 18-13 | Łomaczenko P 9-19 | srebro  |    |

### Gimnastyka

#### Gimnastyka artystyczna
| Zawodnik     | Konkurencja           | Eliminacje | Eliminacje | Finał   | Finał   |
| Zawodnik     | Konkurencja           | Wynik      | Pozycja    | Wynik   | Pozycja |
| ------------ | --------------------- | ---------- | ---------- | ------- | ------- |
| Son Yeon-jae | wielobój indywidualny | 110.300    | 6.         | 111.475 | 5.      |

#### Gimnastyka sportowa
Mężczyźni
| Zawodnik      | Konkurencja           | Kwalifikacje | Kwalifikacje | Kwalifikacje | Kwalifikacje | Kwalifikacje | Kwalifikacje | Kwalifikacje | Kwalifikacje | Finał    | Finał    | Finał    | Finał    | Finał    | Finał    | Finał  | Finał   |
| Zawodnik      | Konkurencja           | Przyrząd     | Przyrząd     | Przyrząd     | Przyrząd     | Przyrząd     | Przyrząd     | Razem        | Miejsce      | Przyrząd | Przyrząd | Przyrząd | Przyrząd | Przyrząd | Przyrząd | Razem  | Miejsce |
| Zawodnik      | Konkurencja           | FX           | PH           | SR           | VT           | PB           | HB           | Razem        | Miejsce      | FX       | PH       | SR       | VT       | PB       | HB       | Razem  | Miejsce |
| ------------- | --------------------- | ------------ | ------------ | ------------ | ------------ | ------------ | ------------ | ------------ | ------------ | -------- | -------- | -------- | -------- | -------- | -------- | ------ | ------- |
| Kim Hee-hoon  | Wielobój drużynowy    | 12.933       | 12.100       | 14.166       | —            | 13.700       | —            | —            | —            | NQ       | NQ       | NQ       | NQ       | NQ       | NQ       | NQ     | NQ      |
| Kim Ji-hoon   | Wielobój drużynowy    | 12.900       | 13.100       | —            | —            | —            | 15.500       | —            | —            | NQ       | NQ       | NQ       | NQ       | NQ       | NQ       | NQ     | NQ      |
| Kim Seung-il  | Wielobój drużynowy    | —            | 12.133       | 12.666       | 14.533       | 14.033       | 13.233       | —            | —            | NQ       | NQ       | NQ       | NQ       | NQ       | NQ       | NQ     | NQ      |
| Kim Soo-myun  | Wielobój drużynowy    | 14.766       | 13.433       | 13.833       | 15.666       | 14.700       | 13.933       | 86.331       | 23.          | NQ       | NQ       | NQ       | NQ       | NQ       | NQ       | NQ     | NQ      |
| Yang Hak-seon | Wielobój drużynowy    | 14.066       | —            | 13.933       | 16.233       | 11.966       | 11.233       | —            | —            | NQ       | NQ       | NQ       | NQ       | NQ       | NQ       | NQ     | NQ      |
| Razem         | Wielobój drużynowy    | 41.765       | 38.666       | 41.932       | 47.865       | 42.433       | 42.666       | 265.327      | 12.          | NQ       | NQ       | NQ       | NQ       | NQ       | NQ       | NQ     | NQ      |
| Kim Ji-hoon   | Drążek                | Jak wyżej    | Jak wyżej    | Jak wyżej    | Jak wyżej    | Jak wyżej    | Jak wyżej    | Jak wyżej    | Jak wyżej    | —        | —        | —        | —        | —        | 15.133   | 15.133 | 8.      |
| Kim Soo-myun  | Wielobój indywidualny | Jak wyżej    | Jak wyżej    | Jak wyżej    | Jak wyżej    | Jak wyżej    | Jak wyżej    | Jak wyżej    | Jak wyżej    | 12.266   | 13.700   | 14.200   | 16.000   | 14.641   | 14.966   | 85.773 | 20.     |
| Yang Hak-seon | Skoki                 | Jak wyżej    | Jak wyżej    | Jak wyżej    | Jak wyżej    | Jak wyżej    | Jak wyżej    | Jak wyżej    | Jak wyżej    | —        | —        | —        | 16.533   | —        | —        | 16.533 | złoto   |

Kobiety
| Zawodniczka | Konkurencja           | Kwalifikacje | Kwalifikacje | Kwalifikacje | Kwalifikacje | Kwalifikacje | Kwalifikacje | Finał    | Finał    | Finał    | Finał    | Finał | Finał   |
| Zawodniczka | Konkurencja           | Przyrząd     | Przyrząd     | Przyrząd     | Przyrząd     | Razem        | Miejsce      | Przyrząd | Przyrząd | Przyrząd | Przyrząd | Razem | Miejsce |
| Zawodniczka | Konkurencja           | FX           | VT           | UB           | BB           | Razem        | Miejsce      | FX       | VT       | UB       | BB       | Razem | Miejsce |
| ----------- | --------------------- | ------------ | ------------ | ------------ | ------------ | ------------ | ------------ | -------- | -------- | -------- | -------- | ----- | ------- |
| Heo Seon-mi | Wielobój indywidualny | 13.233       | 13.800       | 12.166       | 11.400       | 50.599       | 48.          | NQ       | NQ       | NQ       | NQ       | NQ    | NQ      |

### Hokej na trawie
Mężczyźni
Reprezentacja Korei Południowej w hokeju na trawie mężczyzn zajęła czwarte miejsce w rozgrywkach grupy B turnieju olimpijskiego, wygrywając dwa mecze i doznając trzech porażek. W meczu o 7. miejsce uległa reprezentacji Pakistanu.
Faza grupowa
Grupa B
Wyniki
Faza pucharowa
Mecz o 7 miejsce
| 9 sierpnia 201211:30 WET | Pakistan                                                           | 3:2 | Korea Południowa       |  |
| 9 sierpnia 201211:30 WET | Muhammad Waqas 30' Abdul Haseem Khan 43' Muhammad Imran 60' (kar.) | 3:2 | 29', 32' Hyun Hye-sung |  |

Skład
1. Lee Myung-ho
3. Jang Jong-hyun
5. Oh Dae-keun
6. Lee Nam-yong
7. Seo Jong-ho
8. Lee Seung-il
9. Yoon Sung-hoon
10. You Hyo-sik
11. Yeo Woon-kon
13. Kang Moon-kweon
14. Hyun Hye-sung
15. Cha Jong-bok
17. Hong Eun-seong
19. Kim Young-jin
23. Kang Moon-kyu
32. Nam Hyun-woo
Trener
Cho Myung-jun
Kobiety
Reprezentacja Korei Południowej w hokeju na trawie kobiet zajęła czwarte miejsce w rozgrywkach grupy A turnieju olimpijskiego, wygrywając dwa mecze i doznając trzech porażek. W spotkaniu o 7. miejsce przegrała z reprezentacją Niemiec.
Faza grupowa
Grupa A
Wyniki
Mecz o 7 miejsce
| 8 sierpnia 201211:30 WET | Korea Południowa        | 1:4 | Niemcy                                                    |  |
| 8 sierpnia 201211:30 WET | Cheon Seul-ki 7' (kar.) | 1:4 | 5', 15' Lisa Hahn 54' (kar.) Fanny Rinne 69' Marie Mavers |  |
| 8 sierpnia 201211:30 WET | Cheon Seul-ki 47'       | 1:4 | 55' Celine Wilde                                          |  |

Skład
1. Moon Young-hui
4. Kim Young-ran
5. Cha Se-na
6. Park Seon-mi
7. Lee Seon-ok
8. Park Mi-hyun
9. Han Hye-lyoung
10. Kim Jong-hee
11. Kim Jong-eun
12. Kim Da-rae
13. Cheun Seul-ki
14. Jeon Yu-mi
17. Kim Ok-ju
21. Park Ki-ju
22. Jang Soo-ji
23. Cheon Eun-bi

### Judo
Mężczyźni
| Zawodnik         | Konkurencja | 1/32                     | 1/16                   | 1/8                   | Ćwierćfinał                 | Półfinał                 | Repesaże            | O 3. miejsce        | Finał                | Finał   |
| Zawodnik         | Konkurencja | Przeciwnik Wynik         | Przeciwnik Wynik       | Przeciwnik Wynik      | Przeciwnik Wynik            | Przeciwnik Wynik         | Przeciwnik Wynik    | Przeciwnik Wynik    | Przeciwnik Wynik     | Pozycja |
| ---------------- | ----------- | ------------------------ | ---------------------- | --------------------- | --------------------------- | ------------------------ | ------------------- | ------------------- | -------------------- | ------- |
| Choi Gwang-hyeon | −60 kg      | BYE                      | Chammartin W 0001-0000 | Jokinen W 0010-0000   | Galtsyan P 0001-0001 (DEC)  | NQ                       | Kitadai P 0001-0011 | NQ                  | NQ                   | 7.      |
| Cho Jun-ho       | −66 kg      | BYE                      | Drebot W 0011-0002     | Farmonow W 0011-0001  | Ebinuma P 0001-0001 (DEC)   | NQ                       | Oates W 0021-0002   | Uriarte W 0001-0000 | NQ                   | brąz    |
| Wang Ki-chun     | −73 kg      | Tatalaszwili W 0001-0000 | Ibragimow W 1001-0000  | Ježek W 0010-0001     | Delpopolo W 0000-0000 (DEC) | Isajew P 0002-0011       | BYE                 | Legrand P 0001-0101 | NQ                   | 5.      |
| Kim Jae-bum      | −81 kg      | BYE                      | Imamow W 0010-0001     | Csoknyai W 0010-0002  | Lucenti W 0100-0003         | Nifontow W 0100-0001     | BYE                 | BYE                 | Bischof W 0020-0001  | złoto   |
| Song Dae-nam     | −90 kg      | —                        | Romero W 1001-0000     | Məmmədov W 0011-0000  | Nishiyama W 0111-0101       | Camilo W 0112-0012       | BYE                 | BYE                 | González W 0101-0001 | złoto   |
| Hwang Hee-tae    | −100 kg     | —                        | Mekić W 0021-0002      | Błoszenko W 1001-0000 | Qasımov W 0021-0002         | Tüwszinbajar P 0001-0010 | BYE                 | Grol P 0000-0100    | NQ                   | 5.      |
| Kim Sung-min     | + 100 kg    | —                        | Hoshina W 0100-0000    | Ceraj W 0020-0001     | Makarau W 0011-0002         | Riner P 0003-0100        | BYE                 | Silva P 0000-0100   | NQ                   | 5.      |

Kobiety
| Zawodniczka     | Konkurencja | 1/16                 | 1/8                     | Ćwierćfinał           | Półfinał            | Repasaże            | O 3. miejsce            | Finał               | Finał   |
| Zawodniczka     | Konkurencja | Przeciwniczka Wynik  | Przeciwniczka Wynik     | Przeciwniczka Wynik   | Przeciwniczka Wynik | Przeciwniczka Wynik | Przeciwniczka Wynik     | Przeciwniczka Wynik | Pozycja |
| --------------- | ----------- | -------------------- | ----------------------- | --------------------- | ------------------- | ------------------- | ----------------------- | ------------------- | ------- |
| Chung Jung-yeon | −48 kg      | BYE                  | Van Snick P 0000-1000   | NQ                    | NQ                  | NQ                  | NQ                      | NQ                  | NQ      |
| Kim Kyung-ok    | −52 kg      | BYE                  | Miranda W 1012-0001     | Forciniti P 0001-0001 | NQ                  | Gneto P 0002-0021   | NQ                      | NQ                  | NQ      |
| Kim Jan-di      | −57 kg      | Sumiya W 0001-0001   | Quintavalle P 0002-1011 | NQ                    | NQ                  | NQ                  | NQ                      | NQ                  | NQ      |
| Joung Da-woon   | −63 kg      | BYE                  | Yusubowa W 1000-0000    | Ueno W 0020-0002      | Xu L P 0002-0011    | BYE                 | Émane P 0000-0000 (DEC) | NQ                  | 5.      |
| Hwang Ye-sul    | −70 kg      | Barbieri W 0102-0001 | Robra W 0011-0002       | Sraka W 1000-0001     | Décosse P 0000-0001 | BYE                 | Bosch P 0011-0011 (DEC) | NQ                  | 5.      |
| Jeong Gyeong-mi | −78 kg      | Ogata P 0002-0010    | NQ                      | NQ                    | NQ                  | NQ                  | NQ                      | NQ                  | NQ      |
| Kim Na-young    | + 78 kg     | BYE                  | Issanowa P 0012-0012+   | NQ                    | NQ                  | NQ                  | NQ                      | NQ                  | NQ      |

### Kolarstwo

#### Kolarstwo szosowe
Mężczyźni
| Zawodnik       | Konkurencja                | Czas | Miejsce |
| -------------- | -------------------------- | ---- | ------- |
| Park Sung-baek | Wyścig ze startu wspólnego | DNF  | DNF     |

Kobiety
| Zawodniczka | Konkurencja                | Czas    | Miejsce |
| ----------- | -------------------------- | ------- | ------- |
| Na Ah-reum  | Wyścig ze startu wspólnego | 3:35:56 | 13.     |

#### Kolarstwo torowe
Mężczyźni
| Zawodnicy                                              | Konkurencja      | Kwalifikacje | Kwalifikacje | Półfinał          | Półfinał | Finał             | Finał   |
| Zawodnicy                                              | Konkurencja      | Czas         | Miejsce      | Przeciwnicy Wynik | Miejsce  | Przeciwnicy Wynik | Miejsce |
| ------------------------------------------------------ | ---------------- | ------------ | ------------ | ----------------- | -------- | ----------------- | ------- |
| Choi Seung-woo Jang Sun-jae Park Keon-woo Park Seon-ho | Wyścig drużynowy | 4:07.210     | 10.          | NQ                | NQ       | NQ                | NQ      |

| Zawodnik    | Konkurencja | Start lotny | Start lotny | Wyścig punktowy | Wyścig punktowy | Wyścig eliminacyjny | Wyścig na dochodzenie | Wyścig na dochodzenie | Scratch | Wyścig na 1000 m | Wyścig na 1000 m | Suma punktów | Miejsce |
| Zawodnik    | Konkurencja | Czas        | Miejsce     | Punkty          | Miejsce         | Miejsce             | Czas                  | Miejsce               | Miejsce | Czas             | Miejsce          | Suma punktów | Miejsce |
| ----------- | ----------- | ----------- | ----------- | --------------- | --------------- | ------------------- | --------------------- | --------------------- | ------- | ---------------- | ---------------- | ------------ | ------- |
| Cho Ho-sung | Omnium      | 13.614      | 12.         | 20              | 10.             | 9.                  | 4:32.382              | 13.                   | 8.      | 1:04.150         | 8.               | 60           | 11.     |

Kobiety
| Zawodniczka | Konkurencja | Kwalifikacje  | Kwalifikacje | Runda 1            | Repasaż 1          | Runda 2            | Repasaż 2          | Ćwierćfinały       | Półfinały          | Finał              | Finał   |
| Zawodniczka | Konkurencja | Czas Szybkość | Miejsce      | Przeciwniczka Czas | Przeciwniczka Czas | Przeciwniczka Czas | Przeciwniczka Czas | Przeciwniczka Czas | Przeciwniczka Czas | Przeciwniczka Czas | Pozycja |
| ----------- | ----------- | ------------- | ------------ | ------------------ | ------------------ | ------------------ | ------------------ | ------------------ | ------------------ | ------------------ | ------- |
| Lee Hye-jin | Sprint      | 11.405 63.130 | 14.          | Panarina P         | Sullivan Maeda P   | NQ                 | NQ                 | NQ                 | NQ                 | NQ                 | NQ      |

| Zawodniczki            | Konkurencja      | Kwalifikacje  | Kwalifikacje | Półfinał            | Półfinał | Finał               | Finał   |
| Zawodniczki            | Konkurencja      | Czas Szybkość | Miejsce      | Przeciwniczki Wynik | Miejsce  | Przeciwniczki Wynik | Miejsce |
| ---------------------- | ---------------- | ------------- | ------------ | ------------------- | -------- | ------------------- | ------- |
| Lee Eun-ji Lee Hye-jin | Sprint drużynowy | 34.636 51.969 | 9.           | NQ                  | NQ       | NQ                  | NQ      |

| Zawodniczka | Konkurencja | Runda 1 | Repesaż | Runda 2 | Finał   |
| Zawodniczka | Konkurencja | Pozycja | Pozycja | Pozycja | Pozycja |
| ----------- | ----------- | ------- | ------- | ------- | ------- |
| Lee Hye-jin | Keirin      | 5. R    | 6.      | NQ      | 17.     |

| Zawodniczka | Konkurencja | Start lotny | Start lotny | Wyścig punktowy | Wyścig punktowy | Wyścig eliminacyjny | Wyścig na dochodzenie | Wyścig na dochodzenie | Scratch | Wyścig na 500 m | Wyścig na 500 m | Suma punktów | Miejsce |
| Zawodniczka | Konkurencja | Czas        | Miejsce     | Punkty          | Miejsce         | Miejsce             | Czas                  | Miejsce               | Miejsce | Czas            | Miejsce         | Suma punktów | Miejsce |
| ----------- | ----------- | ----------- | ----------- | --------------- | --------------- | ------------------- | --------------------- | --------------------- | ------- | --------------- | --------------- | ------------ | ------- |
| Lee Min-hye | Omnium      | 14.793      | 14.         | 3               | 14.             | 11.                 | 3:46.871              | 15.                   | 9.      | 36.547          | 11.             | 74           | 15.     |

### Lekkoatletyka
Mężczyźni
| Zawodnik        | Konkurencja   | Finał   | Finał   |
| Zawodnik        | Konkurencja   | Wynik   | Miejsce |
| --------------- | ------------- | ------- | ------- |
| Jang Sin-kweon  | maraton       | 2:28:20 | 73.     |
| Jeong Jin-hyeok | maraton       | 2:38:45 | 82.     |
| Lee Doo-hang    | maraton       | 2:17:19 | 32.     |
| Byun Young-jun  | chód na 20 km | 1:23:26 | 31.     |
| Kim Hyun-sub    | chód na 20 km | 1:21:36 | 17.     |
| Park Chil-sung  | chód na 20 km | DNF     | DNF     |
| Kim Dong-young  | chód na 50 km | 3:57:33 | 38.     |
| Park Chil-sung  | chód na 50 km | 3:45:55 | 13.     |
| Yim Jung-hyun   | chód na 50 km | 3:56:34 | 34.     |

| Zawodnik       | Konkurencja    | Kwalifikacje | Kwalifikacje | Finał    | Finał   |
| Zawodnik       | Konkurencja    | Rezultat     | Miejsce      | Rezultat | Miejsce |
| -------------- | -------------- | ------------ | ------------ | -------- | ------- |
| Jung Sang-jin  | rzut oszczepem | 76.39        | 31.          | NQ       | NQ      |
| Kim Yoo-suk    | skok o tyczce  | NM           | –            | NQ       | NQ      |
| Kim Deok-hyeon | trójskok       | 16.22        | 22.          | NQ       | NQ      |

Kobiety
| Zawodniczka   | Konkurencja        | Eliminacje | Eliminacje | Półfinał | Półfinał | Finał   | Finał   |
| Zawodniczka   | Konkurencja        | Wynik      | Miejsce    | Wynik    | Miejsce  | Wynik   | Miejsce |
| ------------- | ------------------ | ---------- | ---------- | -------- | -------- | ------- | ------- |
| Jung Hye-lim  | 100 m przez płotki | 13.48      | 7.         | NQ       | NQ       | NQ      | NQ      |
| Chun Yun-hee  | maraton            | —          | —          | —        | —        | 2:31:58 | 41.     |
| Kim Sung-eun  | maraton            | —          | —          | —        | —        | 2:46:38 | 96.     |
| Lim Kyung-hee | maraton            | —          | —          | —        | —        | 2:39:03 | 76.     |
| Jeon Yong-eun | chód na 20 km      | —          | —          | —        | —        | DSQ     | DSQ     |

| Zawodnik     | Konkurencja   | Kwalifikacje | Kwalifikacje | Finał    | Finał   |
| Zawodnik     | Konkurencja   | Rezultat     | Miejsce      | Rezultat | Miejsce |
| ------------ | ------------- | ------------ | ------------ | -------- | ------- |
| Choi Yun-hee | skok o tyczce | 4.10         | 31.          | NQ       | NQ      |

### Łucznictwo
Mężczyźni
| Zawodnik                             | Konkurencja   | Runda rankingowa | Runda rankingowa | 1/32             | 1/16             | 1/8               | Ćwierćfinał       | Półfinał                    | Finał            | Finał   |
| Zawodnik                             | Konkurencja   | Punkty           | Rozstawienie     | Przeciwnik Wynik | Przeciwnik Wynik | Przeciwnik Wynik  | Przeciwnik Wynik  | Przeciwnik Wynik            | Przeciwnik Wynik | Pozycja |
| ------------------------------------ | ------------- | ---------------- | ---------------- | ---------------- | ---------------- | ----------------- | ----------------- | --------------------------- | ---------------- | ------- |
| Im Dong-hyun                         | indywidualnie | 699              | 1.               | Guidi W 6-0      | Wang CP W 6-4    | Van der Ven P 1-7 | NQ                | NQ                          | NQ               | NQ      |
| Kim Bub-min                          | indywidualnie | 698              | 2.               | Elder W 6-4      | Rai W 6-2        | Olaru W 7-1       | Dai X P 5-6       | NQ                          | NQ               | NQ      |
| Oh Jin-hyek                          | indywidualnie | 690              | 3.               | Müller W 7-1     | Álvarez W 6-4    | Dobrowolski W 6-0 | Ruban W 7-1       | Dai X W 6-5                 | Furukawa W 7-1   | złoto   |
| Im Dong-hyun Kim Bub-min Oh Jin-hyek | drużynowo     | 2087             | 1.               | —                | —                | BYE               | Ukraina W 227-220 | Stany Zjednoczone P 219-224 | Meksyk W 224-219 | brąz    |

Kobiety
| Zawodniczka                          | Konkurencja   | Runda rankingowa | Runda rankingowa | 1/32                  | 1/16                     | 1/8                 | Ćwierćfinał         | Półfinał            | Finał               | Finał   |
| Zawodniczka                          | Konkurencja   | Punkty           | Rozstawienie     | Przeciwniczka Wynik   | Przeciwniczka Wynik      | Przeciwniczka Wynik | Przeciwniczka Wynik | Przeciwniczka Wynik | Przeciwniczka Wynik | Pozycja |
| ------------------------------------ | ------------- | ---------------- | ---------------- | --------------------- | ------------------------ | ------------------- | ------------------- | ------------------- | ------------------- | ------- |
| Choi Hyun-joo                        | indywidualnie | 651              | 21.              | Tomasi W 6-5          | Grandal W 6-5            | Schuh P 5-6         | NQ                  | NQ                  | NQ                  | NQ      |
| Ki Bo-bae                            | indywidualnie | 671              | 1.               | Al-Mashhadani W 6-0   | Muliuk-Timofiejewa W 6-2 | Hayakawa W 6-0      | Pierowa W 6-4       | Lorig W 6-2         | Román W 6-5         | złoto   |
| Lee Sung-jin                         | indywidualnie | 671              | 2.               | Tuimalealiifano W 6-0 | Esebua W 6-2             | Bishindee W 6-0     | Avitia P 2-6        | NQ                  | NQ                  | NQ      |
| Choi Hyun-joo Ki Bo-bae Lee Sung-jin | drużynowo     | 1993             | 1.               | —                     | —                        | BYE                 | Dania W 206-195     | Japonia W 221-206   | Chiny W 210-209     | złoto   |

### Pięciobój nowoczesny
| Zawodniczka   | Konkurencja | Szermierka | Szermierka | Szermierka | Pływanie | Pływanie | Pływanie | Jazda konna | Jazda konna | Jazda konna | Kombinacja: strzelanie/bieg przełajowy | Kombinacja: strzelanie/bieg przełajowy | Kombinacja: strzelanie/bieg przełajowy | Suma punktów | Pozycja |
| Zawodniczka   | Konkurencja | Wynik      | M.         | Punkty     | Czas     | M.       | Punkty   | Kary        | M.          | Punkty      | Czas                                   | M.                                     | Punkty                                 | Suma punktów | Pozycja |
| ------------- | ----------- | ---------- | ---------- | ---------- | -------- | -------- | -------- | ----------- | ----------- | ----------- | -------------------------------------- | -------------------------------------- | -------------------------------------- | ------------ | ------- |
| Hwang Woo-jin | Mężczyźni   | 14-21      | =29.       | 736        | 2:01.14  | 5.       | 1348     | 364         | 34.         | 736         | 12:08.88                               | 35.                                    | 2088                                   | 4908         | 34.     |
| Jung Jin-hwa  | Mężczyźni   | 16-19      | =20.       | 784        | 2:00.25  | 4.       | 1360     | 40          | 9.          | 1160        | 10:57.07                               | 19.                                    | 2372                                   | 5676         | 11.     |
| Yang Soo-jin  | Kobiety     | 14-21      | =28.       | 736        | 2:17.93  | 15.      | 1148     | 80          | 21.         | 1120        | 12:40.71                               | 24.                                    | 1960                                   | 4964         | 24.     |

### Piłka nożna
Mężczyźni
Reprezentacja Korei Południowej w piłce nożnej mężczyzn brała udział w rozgrywkach grupy B turnieju olimpijskiego, wygrywając jeden mecz i dwa remisując. Awansowała do ćwierćfinału, w którym pokonała reprezentację Wielkiej Brytanii. W półfinale uległa reprezentacji Brazylii, by w meczu o trzecie miejsce pokonać Japonię, zdobywając brązowe medale olimpijskie.
Tabela grupy
| Zespół           | Pld | W | D | L | GF | GA | GD | Pts |
| ---------------- | --- | - | - | - | -- | -- | -- | --- |
| Meksyk           | 3   | 2 | 1 | 0 | 3  | 0  | +3 | 7   |
| Korea Południowa | 3   | 1 | 2 | 0 | 2  | 1  | +1 | 5   |
| Gabon            | 3   | 0 | 2 | 1 | 1  | 3  | −2 | 2   |
| Szwajcaria       | 3   | 0 | 1 | 2 | 2  | 4  | −2 | 1   |

Wyniki spotkań
Faza grupowa
| 26 lipca 2012 14:30 | Meksyk | 0:0(0:0)Raport | Korea Południowa | St James’ Park, Newcastle Widzów: 15,748 Sędzia: Slim Jedidi |
|                     |        |                |                  |                                                              |

| 29 lipca 2012 17:15 | Korea Południowa · Park Chu-young 57' · Kim Bo-kyung 64' | 2:1(0:0)Raport | Szwajcaria · Emeghara 60' | Ricoh Arena, Coventry Widzów: 30,114 Sędzia: Raúl Orosco |
|                     |                                                          |                |                           |                                                          |

| 1 sierpnia 2012 17:00 | Korea Południowa | 0:0(0:0)Raport | Gabon | Stadion Wembley, Londyn Widzów: 76,927 Sędzia: Pavel Královec |
|                       |                  |                |       |                                                               |

Ćwierćfinał
| 4 sierpnia 2012 20.00                                                       | Wielka Brytania · Aaron Ramsey 36' (k) | 1:1 dogr. k. 4:5(1:1, 1:1)Raport                                           | Korea Południowa · 29' Ji Dong-won | Millennium Stadium, Cardiff Sędzia: Wilmar Roldán |
|                                                                             |                                        |                                                                            |                                    |                                                   |
|                                                                             |                                        | Rzuty karne                                                                |                                    |                                                   |
| Aaron Ramsey · Tom Cleverley · Craig Dawson · Ryan Giggs · Daniel Sturridge |                                        | Koo Ja-cheol · Baek Sung-dong · Hwang Seok-ho · Park Joo-ho · Ki Sung-yong |                                    |                                                   |

Półfinał
| 7 sierpnia 2012 19.45 CET | Korea Południowa | 0:3(0:1)Raport | Brazylia · 31' Romulo · 57', 64' Leandro Damiao | Old Trafford, Manchester Sędzia: Pavel Kralovec |
|                           |                  |                |                                                 |                                                 |

Mecz o 3. miejsce
| 10 sierpnia 2012 19.45 CET | Korea Południowa · Park Chu-young 38' · Koo Ja-cheol 57' | 2:0(1:0)Raport | Japonia | Millennium Stadium, Cardiff Sędzia: Ravshan Irmatov |
|                            |                                                          |                |         |                                                     |

Skład
| Nr | Imię i nazwisko  | Data urodzenia (wiek) | Klub                    | Pozycja |
| -- | ---------------- | --------------------- | ----------------------- | ------- |
| 1  | Jung Sung-ryong  | 4.07.1985 (26)        | Suwon Samsung Bluewings | B       |
| 2  | Oh Jae-suk       | 4.01.1990 (22)        | Gangwon FC              | O       |
| 3  | Yun Suk-young    | 13.02.1990 (22)       | Jeonnam Dragons         | O       |
| 4  | Kim Young-gwon   | 27.02.1990 (22)       | Guangzhou Evergrande    | O       |
| 5  | Kim Kee-hee      | 13.07.1989 (23)       | Daegu FC                | O       |
| 6  | Ki Sung-yong     | 24.04.1989 (23)       | Celtic Glasgow          | P       |
| 7  | Kim Bo-kyung     | 6.10.1989 (22)        | Cerezo Osaka            | P       |
| 8  | Baek Sung-dong   | 13.08.1991 (20)       | Júbilo Iwata            | P       |
| 9  | Ji Dong-won      | 28.05.1991 (21)       | Sunderland A.F.C.       | P       |
| 10 | Park Chu-young   | 10.07.1985 (27)       | Arsenal F.C.            | N       |
| 11 | Nam Tae-hee      | 3.07.1991 (21)        | Lekhwiya SC             | P       |
| 12 | Hwang Seok-ho    | 27.06.1989 (23)       | Sanfrecce Hiroszima     | O       |
| 13 | Koo Ja-cheol (c) | 27.02.1989 (23)       | FC Augsburg             | P       |
| 14 | Kim Chang-soo    | 12.09.1985 (26)       | Busan IPark             | O       |
| 15 | Park Jong-woo    | 10.03.1989 (23)       | Busan IPark             | P       |
| 16 | Jung Woo-young   | 14.12.1989 (22)       | Kyoto Sanga F.C.        | P       |
| 17 | Kim Hyun-sung    | 27.09.1989 (22)       | FC Seoul                | N       |
| 18 | Lee Beom-young   | 2.04.1989 (23)        | Busan IPark             | B       |

Trener:  Hong Myung-bo

### Piłka ręczna
Mężczyźni
Reprezentacja Korei Południowej w piłce ręcznej mężczyzn brała udział w rozgrywkach grupy B turnieju olimpijskiego, przegrywając wszystkie pięć spotkań i nie awansując do dalszej fazy turnieju.
Tabela
| Zespół           | M | Z | R | P | G + | G – | +/− | Pkt |
| ---------------- | - | - | - | - | --- | --- | --- | --- |
| Chorwacja        | 5 | 5 | 0 | 0 | 150 | 109 | +41 | 10  |
| Dania            | 5 | 4 | 0 | 1 | 124 | 129 | −5  | 8   |
| Hiszpania        | 5 | 3 | 0 | 2 | 140 | 126 | +14 | 6   |
| Węgry            | 5 | 2 | 0 | 3 | 114 | 128 | −14 | 4   |
| Serbia           | 5 | 1 | 0 | 4 | 120 | 131 | −11 | 2   |
| Korea Południowa | 5 | 0 | 0 | 5 | 115 | 140 | −25 | 0   |

Wyniki
| 29 lipca 201212:15 | Chorwacja    | 31:21(14:8) | Korea Południowa  | Copper Box, Londyn Sędzia: MARINA Carlos Maria, MINORE Dario Leonel |
| 29 lipca 201212:15 | Ivan Čupić 8 | 31:21(14:8) | Jeong Yik-yeong 5 | Copper Box, Londyn Sędzia: MARINA Carlos Maria, MINORE Dario Leonel |
| 29 lipca 201212:15 | 4× · 1×      | 31:21(14:8) | 6× · 2×           | Copper Box, Londyn Sędzia: MARINA Carlos Maria, MINORE Dario Leonel |

| 31 lipca 201212:15 | Korea Południowa             | 19:22(9:7) | Węgry        | Copper Box, Londyn Widzów: 4 262 Sędzia: Nachevski, Nikolov |
| 31 lipca 201212:15 | Jeong Yik-yeong, Jeong Han 4 | 19:22(9:7) | Máté Lékai 5 | Copper Box, Londyn Widzów: 4 262 Sędzia: Nachevski, Nikolov |
| 31 lipca 201212:15 | 3× · 4×                      | 19:22(9:7) | 4× · 4×      | Copper Box, Londyn Widzów: 4 262 Sędzia: Nachevski, Nikolov |

| 2 sierpnia 201210:30 | Hiszpania         | 33:29(16:24) | Korea Południowa | Copper Box, Londyn Sędzia: LAZAAR Nordine, REVERET Laurent |
| 2 sierpnia 201210:30 | Cristian Ugalde 6 | 33:29(16:24) | Lee Jae-woo 8    | Copper Box, Londyn Sędzia: LAZAAR Nordine, REVERET Laurent |
| 2 sierpnia 201210:30 | 4× · 3×           | 33:29(16:24) | 9× · 3×          | Copper Box, Londyn Sędzia: LAZAAR Nordine, REVERET Laurent |

| 4 sierpnia 201212:15 | Korea Południowa | 22:28(10:12) | Serbia                       | Copper Box, Londyn Sędzia: BONAVENTURA Charlotte, BONAVENTURA Julie |
| 4 sierpnia 201212:15 | Jeong Han 6      | 22:28(10:12) | Ivan Nikčević, Alem Toskić 5 | Copper Box, Londyn Sędzia: BONAVENTURA Charlotte, BONAVENTURA Julie |
| 4 sierpnia 201212:15 | 2× · 3×          | 22:28(10:12) | 6× · 3× · 1×                 | Copper Box, Londyn Sędzia: BONAVENTURA Charlotte, BONAVENTURA Julie |

| 6 sierpnia 201215:30 | Dania                               | 26:24(13:14) | Korea Południowa           | Copper Box, Londyn Sędzia: AL-NUAIMI Mohamed, OMAR Omar Almarzooqi |
| 6 sierpnia 201215:30 | Anders Eggert, Michael V. Knudsen 6 | 26:24(13:14) | Lee Jae-woo, Eom Hyo-won 6 | Copper Box, Londyn Sędzia: AL-NUAIMI Mohamed, OMAR Omar Almarzooqi |
| 6 sierpnia 201215:30 | 2× · 4×                             | 26:24(13:14) | 1× · 2×                    | Copper Box, Londyn Sędzia: AL-NUAIMI Mohamed, OMAR Omar Almarzooqi |

Skład
| Nr     | Imię i nazwisko | Data urodzenia (wiek)          | Wzrost (cm) | Waga (kg) | Klub                              | Pozycja      |
| ------ | --------------- | ------------------------------ | ----------- | --------- | --------------------------------- | ------------ |
| 1      | Lee Chang-woo   | 12 maja 1983(dts) (29)         | 187         | 87        | Chungnam Sports Council           | Bramkarz     |
| 2      | Jeong Yik-yeong | 28 lutego 1985(dts) (27)       | 188         | 80        | Doosan Seul                       | Rozgrywający |
| 5      | Park Kyung-suk  | 25 kwietnia 1981(dts) (31)     | 185         | 105       | Chungnam Sports Council           | Obrotowy     |
| 7      | Jung Su-young   | 17 października 1985(dts) (26) | 184         | 78        | HC Korosa                         | Skrzydłowy   |
| 8      | Park Jung-geu   | 2 listopada 1983(dts) (28)     | 190         | 105       |                                   | Obrotowy     |
| 11     | Lim Duk-jun     | 30 sierpnia 1990(dts) (21)     | 186         | 78        | Chungnam Sports Council           | Skrzydłowy   |
| 12     | Park Chan-young | 26 stycznia 1983(dts) (29)     | 190         | 85        | Chungnam Sports Council           | Bramkarz     |
| 13     | Lee Jae-woon    | 28 września 1979(dts) (32)     | 181         | 88        | Chungnam Sports Council           | Rozgrywający |
| 17     | Yu Dong-geun    | 3 lipca 1973(dts) (39)         | 185         | 71        | Inczon Sports Council             | Skrzydłowy   |
| 19     | Jeong Han       | 17 maja 1988(dts) (24)         | 185         | 77        | Inczon Sports Council             | Skrzydłowy   |
| 20     | Paek Won-chul   | 10 stycznia 1977(dts) (35)     | 180         | 83        | HC Korosa                         | Rozgrywający |
| 22     | Lo Kyung-soo    | 5 lutego 1985(dts) (27)        | 182         | 78        | Chungnam Sports Council           | Rozgrywający |
| 33     | Eom Hyo-won     | 12 grudnia 1986(dts) (25)      | 191         | 95        | Korea Armed Forces Athletic Corps | Rozgrywający |
| 77 (K) | Yoon Kyung-shin | 7 lipca 1973(dts) (39)         | 203         | 110       |                                   | Rozgrywający |
| 88     | Jung Jin-ho     | 10 marca 1986(dts) (26)        | 193         | 100       | HC Korosa                         | Obrotowy     |

Trener: Cho Young-shin
Kobiety
Reprezentacja Korei Południowej w piłce ręcznej kobiet brała udział w rozgrywkach grupy B turnieju olimpijskiego, wygrywając trzy mecze, jeden remisując i ponosząc jedną porażkę. Awansowała z drugiego miejsca do ćwierćfinału, gdzie wygrała z reprezentacją Rosji. W półfinale uległa Norwegii, a w meczu o brązowy medal Hiszpanii, zajmując ostatecznie 4. miejsce w turnieju.
Tabela
| Zespół           | M | Z | R | P | G + | G – | +/− | Pkt |
| ---------------- | - | - | - | - | --- | --- | --- | --- |
| Francja          | 5 | 4 | 1 | 0 | 125 | 103 | +22 | 9   |
| Korea Południowa | 5 | 3 | 1 | 1 | 136 | 130 | +6  | 7   |
| Hiszpania        | 5 | 3 | 1 | 1 | 119 | 114 | +5  | 7   |
| Norwegia         | 5 | 2 | 1 | 2 | 118 | 120 | −2  | 5   |
| Dania            | 5 | 1 | 0 | 4 | 113 | 121 | −8  | 2   |
| Szwecja          | 5 | 0 | 0 | 5 | 108 | 131 | −23 | 0   |

Wyniki
Faza grupowa
| 28 lipca 201212:15 | Hiszpania       | 27:31(12:16) | Korea Południowa | Copper Box, Londyn |
| 28 lipca 201212:15 | Carmen Martín 7 | 27:31(12:16) | Ryu Eun-hee 9    | Copper Box, Londyn |
| 28 lipca 201212:15 | 2× · 3×         | 27:31(12:16) | 3× · 3×          | Copper Box, Londyn |

| 30 lipca 201212:15 | Korea Południowa | 25:24(11:10) | Dania                   | Copper Box, Londyn |
| 30 lipca 201212:15 | Jo Hyo-bi 5      | 25:24(11:10) | Pernille Holst Larsen 7 | Copper Box, Londyn |
| 30 lipca 201212:15 | 1× · 3×          | 25:24(11:10) | 2× · 3×                 | Copper Box, Londyn |

| 1 sierpnia 201210:30 | Norwegia              | 27:27(13:15) | Korea Południowa   | Copper Box, Londyn |
| 1 sierpnia 201210:30 | Linn Jørum Sulland 11 | 27:27(13:15) | trzy zawodniczki 6 | Copper Box, Londyn |
| 1 sierpnia 201210:30 | 3×                    | 27:27(13:15) | 3× · 2×            | Copper Box, Londyn |

| 3 sierpnia 201212:15 | Korea Południowa | 21:24(12:10) | Francja               | Copper Box, Londyn |
| 3 sierpnia 201212:15 | Sim Hae-in 6     | 21:24(12:10) | Alexandra Lacrabère 4 | Copper Box, Londyn |
| 3 sierpnia 201212:15 | 3× · 2×          | 21:24(12:10) | 2× · 4×               | Copper Box, Londyn |

| 5 sierpnia 201210:30 | Szwecja             | 28:32(13:16) | Korea Południowa | Copper Box, Londyn |
| 5 sierpnia 201210:30 | Kristina Flognman 8 | 28:32(13:16) | Ryu Eun-hee 10   | Copper Box, Londyn |
| 5 sierpnia 201210:30 | 4× · 4×             | 28:32(13:16) | 5× · 3×          | Copper Box, Londyn |

Ćwierćfinał
| 7 sierpnia 201213:30 | Korea Południowa | 24:23(14:11) | Rosja                           | Copper Box, Londyn Sędzia: Oscar Raluy López, Ángel Sabroso |
| 7 sierpnia 201213:30 | Gwon Han-na 6    | 24:23(14:11) | Ludmiła Postnowa, Olga Lewina 5 | Copper Box, Londyn Sędzia: Oscar Raluy López, Ángel Sabroso |
| 7 sierpnia 201213:30 | 5× · 3×          | 24:23(14:11) | 2× · 4×                         | Copper Box, Londyn Sędzia: Oscar Raluy López, Ángel Sabroso |

Półfinał
| 9 sierpnia 201217:00 | Norwegia     | 31:25(18:15) | Korea Południowa | Copper Box, Londyn Sędzia: Matija Gubica, Boris Milošević |
| 9 sierpnia 201217:00 | Heidi Løke 8 | 31:25(18:15) | Gwon Han-na 7    | Copper Box, Londyn Sędzia: Matija Gubica, Boris Milošević |
| 9 sierpnia 201217:00 | 2× · 3×      | 31:25(18:15) | 2× · 3×          | Copper Box, Londyn Sędzia: Matija Gubica, Boris Milošević |

Mecz o 3. miejsce
| 11 sierpnia 201217:00 | Korea Południowa | 29:31 (pd.)(13:13) | Hiszpania                              | Copper Box, Londyn Sędzia: Per Olesen, Lars Ejby Pedersen |
| 11 sierpnia 201217:00 | Gwon Han-na 7    | 29:31 (pd.)(13:13) | Nely Carla Alberto, Begoña Fernández 5 | Copper Box, Londyn Sędzia: Per Olesen, Lars Ejby Pedersen |
| 11 sierpnia 201217:00 | 2× · 1×          | 29:31 (pd.)(13:13) | 4× · 2×                                | Copper Box, Londyn Sędzia: Per Olesen, Lars Ejby Pedersen |

Skład
| Nr     | Imię i nazwisko | Data urodzenia (wiek)          | Wzrost (cm) | Waga (kg) | Klub               | Pozycja      |
| ------ | --------------- | ------------------------------ | ----------- | --------- | ------------------ | ------------ |
| 1      | Ju Hui          | 4 listopada 1989(dts) (22)     | 179         | 73        | Daegu Handball     | Bramkarka    |
| 2      | Woo Sun-hee     | 1 lipca 1978(dts) (34)         | 170         | 57        | Samcheok Handball  | Skrzydłowa   |
| 3      | Kim On-a        | 6 września 1988(dts) (23)      | 169         | 62        | Inczon Handball    | Rozgrywająca |
| 5      | Jung Yu-ra      | 6 lutego 1992(dts) (20)        | 170         | 61        | Daegu Handball     | Skrzydłowa   |
| 7      | Gwon Han-na     | 22 listopada 1989(dts) (22)    | 172         | 70        | Seul Handball      | Rozgrywająca |
| 9      | Kim Cha-youn    | 10 lutego 1981(dts) (31)       | 174         | 70        | Omron Handball     | Obrotowa     |
| 10     | Lee Mi-gyeong   | 2 października 1991(dts) (20)  | 165         | 66        | Seul Handball      | Rozgrywająca |
| 11     | Ryu Eun-hee     | 24 lutego 1990(dts) (22)       | 180         | 74        | Inczon Handball    | Rozgrywająca |
| 12     | Moon Kyeong-ha  | 29 maja 1980(dts) (32)         | 174         | 64        | Gyeongnam Handball | Bramkarka    |
| 13 (K) | Kim Cheong-shim | 8 lutego 1976(dts) (36)        | 178         | 67        | SK Lubricant       | Obrotowa     |
| 17     | Sim Hae-in      | 31 października 1987(dts) (24) | 176         | 68        | Samcheok Handball  | Rozgrywająca |
| 19     | Choi Im-jeong   | 14 lutego 1981(dts) (31)       | 182         | 72        | Daegu Handball     | Rozgrywająca |
| 20     | Jung Ji-hael    | 6 marca 1985(dts) (27)         | 166         | 61        | Samcheok Handball  | Bramkarka    |
| 21     | Jo Hyo-bi       | 15 lipca 1991(dts) (21)        | 165         | 60        | Inczon Handball    | Skrzydłowa   |
| 33     | Lee Eun-bi      | 23 października 1990(dts) (21) | 163         | 56        | Busan Handball     | Skrzydłowa   |

Trener: Kang Jae-won

### Pływanie
Mężczyźni
| Zawodnik        | Konkurencja       | Eliminacje | Eliminacje | Półfinał | Półfinał | Finał    | Finał   |
| Zawodnik        | Konkurencja       | Czas       | Miejsce    | Czas     | Miejsce  | Czas     | Miejsce |
| --------------- | ----------------- | ---------- | ---------- | -------- | -------- | -------- | ------- |
| Chang Gyu-cheol | 100 m motylkowym  | 52.69      | 25.        | NQ       | NQ       | NQ       | NQ      |
| Choi Kyu-woong  | 200 m klasycznym  | 2:13.57    | 25.        | NQ       | NQ       | NQ       | NQ      |
| Jung Won-yong   | 200 m zmiennym    | 2:03.33    | 32.        | NQ       | NQ       | NQ       | NQ      |
| Jung Won-yong   | 400 m zmiennym    | 4:23.12    | 28.        | —        | —        | NQ       | NQ      |
| Park Hyung-joo  | 200 m grzbietowym | 2:01.50    | 31.        | NQ       | NQ       | NQ       | NQ      |
| Park Seon-kwan  | 100 m grzbietowym | 55.51      | 36.        | NQ       | NQ       | NQ       | NQ      |
| Park Tae-hwan   | 200 m dowolnym    | 1:46.79    | 5.         | 1:46.02  | 3.       | 1:44.93  | srebro  |
| Park Tae-hwan   | 400 m dowolnym    | 3:46.68    | 4.         | —        | —        | 3:42.06  | srebro  |
| Park Tae-hwan   | 1500 m dowolnym   | 14:56.89   | 6.         | —        | —        | 14:50.61 | 4.      |

Kobiety
| Zawodniczka   | Konkurencja       | Eliminacje | Eliminacje | Półfinał | Półfinał | Finał | Finał   |
| Zawodniczka   | Konkurencja       | Czas       | Miejsce    | Czas     | Miejsce  | Czas  | Miejsce |
| ------------- | ----------------- | ---------- | ---------- | -------- | -------- | ----- | ------- |
| Back Su-yeon  | 200 m klasycznym  | 2:25.76    | 7.         | 2:24.67  | 9.       | NQ    | NQ      |
| Baek Il-joo   | 200 m dowolnym    | 2:04.32    | 33.        | NQ       | NQ       | NQ    | NQ      |
| Choi Hye-ra   | 200 m motylkowym  | 2:08.45    | 10.        | 2:08.32  | 14.      | NQ    | NQ      |
| Choi Hye-ra   | 200 m zmiennym    | 2:14.91    | 23.        | NQ       | NQ       | NQ    | NQ      |
| Ham Chan-mi   | 200 m grzbietowym | 2:15.30    | 31.        | NQ       | NQ       | NQ    | NQ      |
| Han Na-kyeong | 800 m dowolnym    | 8:57.26    | 32.        | —        | —        | NQ    | NQ      |
| Jeong Da-rae  | 200 m klasycznym  | 2:26.83    | 14.        | 2:28.74  | 16.      | NQ    | NQ      |
| Kim Ga-eul    | 400 m dowolnym    | 4:43.46    | 34.        | —        | —        | NQ    | NQ      |
| Kim Hye-jin   | 100 m klasycznym  | 1:09.79    | 33.        | NQ       | NQ       | NQ    | NQ      |
| Kim Seo-yeong | 400 m zmiennym    | 4:43.99    | 17.        | —        | —        | NQ    | NQ      |

### Pływanie synchroniczne
| Zawodniczki                | Konkurencja | Układ techniczny | Układ techniczny | Układ dowolny (eliminacje) | Układ dowolny (eliminacje) | Układ dowolny (eliminacje) | Układ dowolny (finał) | Układ dowolny (finał)      | Układ dowolny (finał) |
| Zawodniczki                | Konkurencja | Punkty           | Miejsce          | Punkty                     | Razem (techniczny + wolny) | Miejsce                    | Punkty                | Razem (techniczny + wolny) | Miejsce               |
| -------------------------- | ----------- | ---------------- | ---------------- | -------------------------- | -------------------------- | -------------------------- | --------------------- | -------------------------- | --------------------- |
| Park Hyun-ha Park Hyun-sun | Duet        | 86.700           | 13.              | 87.460                     | 174.160                    | 12.                        | 87.250                | 173.950                    | 12.                   |

### Podnoszenie ciężarów
Mężczyźni
| Zawodnik       | Konkurencja  | Rwanie | Rwanie  | Podrzut | Podrzut | Razem | Pozycja |
| Zawodnik       | Konkurencja  | Wynik  | Pozycja | Wynik   | Pozycja | Razem | Pozycja |
| -------------- | ------------ | ------ | ------- | ------- | ------- | ----- | ------- |
| Ji Hun-min     | do 62 kg     | 130    | 7.      | –       | DNF     | 130   | NC      |
| Won Jeong-sik  | do 69 kg     | 144    | 9.      | 178     | 6.      | 322   | 7.      |
| Sa Jae-hyouk   | do 77 kg     | 158    | 3.      | –       | DNF     | 158   | NC      |
| Kim Min-jae    | do 94 kg     | 185    | 1.      | 210     | 8.      | 395   | 8.      |
| Kim Hwa-seung  | do 105 kg    | –      | DNF     | –       | –       | –     | NC      |
| Jeon Sang-guen | ponad 105 kg | 190    | 10.     | 246     | 2.      | 436   | 4.      |

Kobiety
| Zawodniczka  | Konkurencja | Rwanie | Rwanie  | Podrzut | Podrzut | Razem | Pozycja |
| Zawodniczka  | Konkurencja | Wynik  | Pozycja | Wynik   | Pozycja | Razem | Pozycja |
| ------------ | ----------- | ------ | ------- | ------- | ------- | ----- | ------- |
| Yang Eun-hye | do 58 kg    | 87     | 17.     | 113     | 14.     | 200   | 14.     |
| Mun Yu-ra    | do 69 kg    | –      | DNF     | –       | –       | –     | NC      |
| Lim Ji-hye   | do 75 kg    | 97     | 9.      | 126     | 10.     | 223   | 10.     |
| Jang Mi-ran  | ponad 75 kg | 125    | 5.      | 164     | 4.      | 289   | 4.      |

### Siatkówka

#### Siatkówka halowa
Turniej kobiet
Reprezentacja Korei Południowej w siatkówce halowej kobiet brała udział w rozgrywkach grupy B turnieju olimpijskiego, wygrywając dwa spotkania i przegrywając trzy. Awansowała do ćwierćfinału, w którym pokonała Włochy. W półfinale przegrała z reprezentacją Stanów Zjednoczonych, a w meczu o brązowy medal z Japonią, zajmując ostatecznie czwarte miejsce w turnieju.
Tabela grupy
| Lp. | Drużyna           | Pkt | Mecze | Mecze | Mecze | Sety | Sety | Sety  | Małe punkty | Małe punkty | Małe punkty |
| Lp. | Drużyna           | Pkt | M     | W     | P     | wyg. | prz. | ratio | zdob.       | str.        | ratio       |
| --- | ----------------- | --- | ----- | ----- | ----- | ---- | ---- | ----- | ----------- | ----------- | ----------- |
| 1   | Stany Zjednoczone | 15  | 5     | 5 (0) | 0 (0) | 15   | 2    | 7.500 | 426         | 345         | 1.235       |
| 2   | Chiny             | 9   | 5     | 3 (1) | 2 (1) | 11   | 10   | 1.100 | 475         | 461         | 1.030       |
| 3   | Korea Południowa  | 8   | 5     | 2 (0) | 3 (2) | 11   | 10   | 1.100 | 449         | 451         | 0.996       |
| 4   | Brazylia          | 7   | 5     | 3 (2) | 2 (0) | 10   | 10   | 1.000 | 447         | 420         | 1.064       |
| 5   | Turcja            | 6   | 5     | 2 (1) | 3 (1) | 9    | 11   | 0.818 | 434         | 443         | 0.980       |
| 6   | Serbia            | 0   | 5     | 0 (0) | 5 (0) | 2    | 15   | 0.133 | 296         | 407         | 0.727       |

Źródło: fivb.org
Punktacja: 3:0 i 3:1 – 3 pkt; 3:2 – 2 pkt; 2:3 – 1 pkt; 1:3 i 0:3 – 0 pkt
Zasady ustalania kolejności: 1. liczba punktów; 2. liczba zwycięstw; 3. stosunek setów; 4. stosunek małych punktów; 5. bilans w bezpośrednich meczach
Wyniki spotkań
| Data              | Godzina | Drużyna 1         | Wynik | Drużyna 2         | Set 1 | Set 2 | Set 3 | Set 4 | Set 5 | Widzów | Raport |
| ----------------- | ------- | ----------------- | ----- | ----------------- | ----- | ----- | ----- | ----- | ----- | ------ | ------ |
| Faza grupowa      |         |                   |       |                   |       |       |       |       |       |        |        |
| 28.07             | 21:00   | Stany Zjednoczone | 3:1   | Korea Południowa  | 25:19 | 25:17 | 20:25 | 25:21 | --:-- | 14.000 |        |
| 30.07             | 12:30   | Serbia            | 1:3   | Korea Południowa  | 12:25 | 16:25 | 25:16 | 21:25 | --:-- | 7.500  |        |
| 01.08             | 23:00   | Brazylia          | 0:3   | Korea Południowa  | 23:25 | 21:25 | 21:25 | --:-- | --:-- | 11.000 | raport |
| 03.08             | 15:45   | Turcja            | 3:2   | Korea Południowa  | 25:16 | 21:25 | 25:18 | 19:25 | 15:12 | 13.500 |        |
| 05.08             | 12:30   | Chiny             | 3:2   | Korea Południowa  | 28:26 | 22:25 | 25:19 | 22:25 | 15:10 | 12.000 | raport |
| Ćwierćfinał       |         |                   |       |                   |       |       |       |       |       |        |        |
| 07.08             | 22:00   | Włochy            | 1:3   | Korea Południowa  | 25:18 | 21:25 | 20:25 | 18:25 | --:-- | 13.000 |        |
| Półfinał          |         |                   |       |                   |       |       |       |       |       |        |        |
| 09.08             | 16:00   | Korea Południowa  | 0:3   | Stany Zjednoczone | 20:25 | 22:25 | 22:25 | --:-- | --:-- | 14.000 |        |
| Mecz o 3. miejsce |         |                   |       |                   |       |       |       |       |       |        |        |
| 11.08             | 12:30   | Japonia           | 3:0   | Korea Południowa  | 25:22 | 26:24 | 25:21 | --:-- | --:-- | 13.500 |        |

Skład
Trener: Kim Hyung-sil
| Nr | Imię i nazwisko | Data urodzenia (wiek) | Wzrost (cm) | Klub                        | Pozycja |
| -- | --------------- | --------------------- | ----------- | --------------------------- | ------- |
| 3  | Ha Joon-eem     | 26.12.1989 (22)       | 189         | Korea Highway Corp.         | Ś       |
| 4  | Kim Sa-nee      | 21.06.1981 (31)       | 180         | Heungkuk Life Insurance Co. | R       |
| 5  | Kim Hae-ran     | 16.03.1984 (28)       | 168         | Korea Highway Corp.         | L       |
| 7  | Lim Hyo-sook    | 26.04.1982 (30)       | 177         | Korea Highway Corp.         | P       |
| 10 | Kim Yeon-koung  | 26.02.1988 (24)       | 192         | Fenerbahçe SK               | P       |
| 11 | Han Yoo-mi      | 05.02.1982 (30)       | 180         | Korea Ginseng Corp.         | P       |
| 12 | Han Song-yi     | 05.09.1984 (30)       | 186         | GS Caltex Seoul KIXX        | A       |
| 13 | Jung Dae-young  | 12.08.1981 (30)       | 183         | GS Caltex Seoul KIXX        | Ś       |
| 14 | Hwang Youn-joo  | 13.08.1986 (25)       | 177         | Hyundai Suwon               | A       |
| 17 | Yang Hyo-jin    | 14.12.1989 (22)       | 190         | Hyundai Suwon               | Ś       |
| 19 | Kim Hee-jin     | 29.04.1991 (21)       | 185         | Hwaseong IBK Altos          | A       |
| 20 | Lee Sook-ja (K) | 17.06.1980 (32)       | 185         | GS Caltex Seoul KIXX        | R       |

### Skoki do wody
Mężczyźni
| Zawodnik   | Konkurencja              | Preeliminacje | Preeliminacje | Półfinał | Półfinał | Finał  | Finał   |
| Zawodnik   | Konkurencja              | Punkty        | Miejsce       | Punkty   | Miejsce  | Punkty | Miejsce |
| ---------- | ------------------------ | ------------- | ------------- | -------- | -------- | ------ | ------- |
| Park Ji-ho | wieża 10 m indywidualnie | 370.50        | 26.           | NQ       | NQ       | NQ     | NQ      |

Kobiety
| Zawodniczka | Konkurencja              | Preeliminacje | Preeliminacje | Półfinał | Półfinał | Finał  | Finał   |
| Zawodniczka | Konkurencja              | Punkty        | Miejsce       | Punkty   | Miejsce  | Punkty | Miejsce |
| ----------- | ------------------------ | ------------- | ------------- | -------- | -------- | ------ | ------- |
| Kim Su-ji   | wieża 10 m indywidualnie | 215.75        | 26.           | NQ       | NQ       | NQ     | NQ      |

### Strzelectwo
Mężczyźni
| Zawodnik        | Konkurencja                             | Kwalifikacje | Kwalifikacje | Finał  | Finał   |
| Zawodnik        | Konkurencja                             | Punkty       | Miejsce      | Punkty | Miejsce |
| --------------- | --------------------------------------- | ------------ | ------------ | ------ | ------- |
| Cho Young-seong | skeet                                   | 109          | 35.          | NQ     | NQ      |
| Choi Young-rae  | pistolet pneumatyczny 10 m              | 569          | 35.          | NQ     | NQ      |
| Choi Young-rae  | pistolet dowolny 50 m                   | 569          | 1.           | 661.5  | srebro  |
| Han Jin-seop    | karabin pneumatyczny 10 m               | 590          | 32.          | NQ     | NQ      |
| Han Jin-seop    | karabin małokalibrowy leżąc 50 m        | 595          | 5.           | 698.2  | 6.      |
| Han Jin-seop    | karabin małokalibrowy trzy postawy 50 m | 1168         | 9.           | NQ     | NQ      |
| Jin Jong-oh     | pistolet pneumatyczny 10 m              | 588          | 1.           | 688.2  | złoto   |
| Jin Jong-oh     | pistolet dowolny 50 m                   | 562          | 5.           | 662.0  | złoto   |
| Kim Dae-yoong   | pistolet szybkostrzelny 25 m            | 579          | 10.          | NQ     | NQ      |
| Kim Hak-man     | karabin małokalibrowy leżąc 50 m        | 594          | 15.          | NQ     | NQ      |
| Kim Jong-hyun   | karabin pneumatyczny 10 m               | 593          | 17.          | NQ     | NQ      |
| Kim Jong-hyun   | karabin małokalibrowy trzy postawy 50 m | 1171         | 5.           | 1272.5 | srebro  |

Kobiety
| Zawodniczka   | Konkurencja                             | Kwalifikacje | Kwalifikacje | Finał  | Finał   |
| Zawodniczka   | Konkurencja                             | Punkty       | Miejsce      | Punkty | Miejsce |
| ------------- | --------------------------------------- | ------------ | ------------ | ------ | ------- |
| Jung Mi-ra    | karabin pneumatyczny 10 m               | 387          | 51.          | NQ     | NQ      |
| Jung Mi-ra    | karabin małokalibrowy trzy postawy 50 m | 581          | 17           | NQ     | NQ      |
| Kang Gee-eun  | trap                                    | 62           | 19.          | NQ     | NQ      |
| Kim Byung-hee | pistolet pneumatyczny 10 m              | 381          | 17.          | NQ     | NQ      |
| Kim Jang-mi   | pistolet pneumatyczny 10 m              | 382          | 13.          | NQ     | NQ      |
| Kim Jang-mi   | pistolet sportowy 25 m                  | 591          | 1.           | 792.4  | złoto   |
| Kim Kyeong-ae | pistolet sportowy 25 m                  | 582          | 11.          | NQ     | NQ      |
| Na Yoon-kyung | karabin pneumatyczny 10 m               | 394          | 21.          | NQ     | NQ      |
| Na Yoon-kyung | karabin małokalibrowy trzy postawy 50 m | 583          | 10.          | NQ     | NQ      |

### Szermierka
Mężczyźni
| Zawodnik                                           | Konkurencja          | 1/32             | 1/16             | 1/8                | Ćwierćfinały     | Półfinały            | Finał            | Finał   |
| Zawodnik                                           | Konkurencja          | Przeciwnik Wynik | Przeciwnik Wynik | Przeciwnik Wynik   | Przeciwnik Wynik | Przeciwnik Wynik     | Przeciwnik Wynik | Pozycja |
| -------------------------------------------------- | -------------------- | ---------------- | ---------------- | ------------------ | ---------------- | -------------------- | ---------------- | ------- |
| Jung Jin-sun                                       | szpada indywidualnie | —                | Suchow W 15-11   | Alimżanow W 15-8   | Fiedler W 15-11  | Piasecki P 13-15     | Kelsey W 12-11   | brąz    |
| Park Kyoung-doo                                    | szpada indywidualnie | —                | Kudajew P 9-15   | NQ                 | NQ               | NQ                   | NQ               | NQ      |
| Choi Byung-chul                                    | floret indywidualnie | BYE              | Zhu J W 15–13    | Le Pechoux W 15–13 | Ma J W 15–13     | Abu al-Kasim P 12-15 | Baldini W 15–14  | brąz    |
| Gu Bon-gil                                         | szabla indywidualnie | BYE              | Zalomir W 15-12  | Hartung P 14-15    | NQ               | NQ                   | NQ               | NQ      |
| Kim Jung-hwan                                      | szabla indywidualnie | BYE              | Zhong M P 14–15  | NQ                 | NQ               | NQ                   | NQ               | NQ      |
| Won Woo-young                                      | szabla indywidualnie | BYE              | Wang J W 15–6    | Kowalow P 11–15    | NQ               | NQ                   | NQ               | NQ      |
| Gu Bon-gil Kim Jung-hwan Won Woo-young Oh Eun-seok | szabla drużynowo     | —                | —                | —                  | Niemcy W 45-38   | Włochy W 45-37       | Rumunia W 45-26  | złoto   |

Kobiety
| Zawodniczka                                          | Konkurencja          | 1/32                | 1/16                | 1/8                 | Ćwierćfinały              | Półfinały                 | Finał               | Finał   |
| Zawodniczka                                          | Konkurencja          | Przeciwniczka Wynik | Przeciwniczka Wynik | Przeciwniczka Wynik | Przeciwniczka Wynik       | Przeciwniczka Wynik       | Przeciwniczka Wynik | Pozycja |
| ---------------------------------------------------- | -------------------- | ------------------- | ------------------- | ------------------- | ------------------------- | ------------------------- | ------------------- | ------- |
| Choi In-jeong                                        | szpada indywidualnie | BYE                 | Szász W 15-12       | Besbes P 11-12      | NQ                        | NQ                        | NQ                  | NQ      |
| Jung Hyo-jung                                        | szpada indywidualnie | BYE                 | Siwkowa P 12-15     | NQ                  | NQ                        | NQ                        | NQ                  | NQ      |
| Shin A-lam                                           | szpada indywidualnie | BYE                 | Schalm W 15-12      | Sozanska W 14-9     | Măroiu W 15-14            | Heidemann P 5-6           | Sun Y P 11-15       | 4.      |
| Choi In-jeong Jung Hyo-jung Shin A-lam Choi Eun-sook | szpada drużynowo     | —                   | —                   | —                   | Rumunia W 45-38           | Stany Zjednoczone W 45-36 | Chiny W 25-39       | srebro  |
| Jeon Hee-sook                                        | floret indywidualnie | BYE                 | Sugawara P 13-15    | NQ                  | NQ                        | NQ                        | NQ                  | NQ      |
| Jung Gil-ok                                          | floret indywidualnie | BYE                 | Szanajewa W 15-14   | Kiefer P 13-15      |                           |                           |                     |         |
| Nam Hyun-hee                                         | floret indywidualnie | BYE                 | Lelejko W 15-9      | Mohamed W 8-7       | Ikehata W 15-6            | Di Francisca P 10-11      | Vezzali P 12-13     | 4.      |
| Jeon Hee-sook Jung Gil-ok Nam Hyun-hee Oh Ha-na      | floret drużynowo     | —                   | —                   | —                   | Stany Zjednoczone W 45-31 | Rosja P 32-44             | Francja W 45-32     | brąz    |
| Kim Ji-yeon                                          | szabla indywidualnie | —                   | González W 15-3     | Marzocca W 15-7     | Vougiouka W 15-12         | Zagunis W 15-13           | Wielika W 15-9      | złoto   |
| Lee Ra-jin                                           | szabla indywidualnie | BYE                 | Benítez P 9-15      | NQ                  | NQ                        | NQ                        | NQ                  | NQ      |

### Taekwondo
| Zawodnicy        | Konkurencja | 1/16              | Ćwierćfinał       | Półfinał          | Repasaż 1         | Repasaż 2          | Finał             | Finał   |
| Zawodnicy        | Konkurencja | Przeciwnicy Wynik | Przeciwnicy Wynik | Przeciwnicy Wynik | Przeciwnicy Wynik | Przeciwnicy Wynik  | Przeciwnicy Wynik | Pozycja |
| ---------------- | ----------- | ----------------- | ----------------- | ----------------- | ----------------- | ------------------ | ----------------- | ------- |
| Lee Dae-hoon     | 58 kg (m)   | Karaket W 8-7     | Bayoumi W 11-10   | Dienisienko W 7-6 | BYE               | BYE                | González P 8-17   | srebro  |
| Cha Dong-min     | +80 kg (m)  | Trajkovic W 9-4   | Tanrıkulu P 1-4   | NQ                | NQ                | NQ                 | NQ                | NQ      |
| Hwang Kyung-seon | 67 kg (k)   | Gbagbi W 4-1      | Fromm W 8-4       | Anić W 7-0        | BYE               | BYE                | Tatar W 12-5      | złoto   |
| Lee In-jong      | +67 kg (k)  | Falavigna W 13-9  | Graffe P 4-7      | NQ                | Mamatowa W 8-1    | Barysznikowa P 6-7 | NQ                | 5.      |

### Tenis stołowy
Mężczyźni
| Zawodnik                              | Konkurencja       | Eliminacje       | Runda 1          | Runda 2          | Runda 3          | Runda 4                | Ćwierćfinały       | Półfinały        | Finał            | Finał   |
| Zawodnik                              | Konkurencja       | Przeciwnik Wynik | Przeciwnik Wynik | Przeciwnik Wynik | Przeciwnik Wynik | Przeciwnik Wynik       | Przeciwnik Wynik   | Przeciwnik Wynik | Przeciwnik Wynik | Pozycja |
| ------------------------------------- | ----------------- | ---------------- | ---------------- | ---------------- | ---------------- | ---------------------- | ------------------ | ---------------- | ---------------- | ------- |
| Joo Se-hyuk                           | singel            | BYE              | BYE              | BYE              | Kim HB P (2-4)   | NQ                     | NQ                 | NQ               | NQ               | NQ      |
| Oh Sang-eun                           | singel            | BYE              | BYE              | BYE              | Freitas W (4–0)  | Kishikawa P (1-4)      | NQ                 | NQ               | NQ               | NQ      |
| Joo Se-hyuk Oh Sang-eun Ryu Seung-min | turniej drużynowy | —                | —                | —                | —                | Korea Północna W (3–1) | Portugalia W (3–2) | Hongkong W (3–0) | Chiny P (0-3)    | srebro  |

Kobiety
| Zawodniczka                            | Konkurencja       | Eliminacje          | Runda 1             | Runda 2             | Runda 3             | Runda 4             | Ćwierćfinały        | Półfinały           | Finał               | Finał   |
| Zawodniczka                            | Konkurencja       | Przeciwniczka Wynik | Przeciwniczka Wynik | Przeciwniczka Wynik | Przeciwniczka Wynik | Przeciwniczka Wynik | Przeciwniczka Wynik | Przeciwniczka Wynik | Przeciwniczka Wynik | Pozycja |
| -------------------------------------- | ----------------- | ------------------- | ------------------- | ------------------- | ------------------- | ------------------- | ------------------- | ------------------- | ------------------- | ------- |
| Kim Kyung-ah                           | singel            | BYE                 | BYE                 | BYE                 | Liu J W (4–1)       | Shen Y W (4–1)      | Feng Tw P (2-4)     | NQ                  | NQ                  | NQ      |
| Park Mi-young                          | singel            | BYE                 | BYE                 | BYE                 | Póta W (4–1)        | Li X P (1-4)        | NQ                  | NQ                  | NQ                  | NQ      |
| Kim Kyung-ah Park Mi-young Dang Ye-seo | turniej drużynowy | —                   | —                   | —                   | —                   | Brazylia W (3–0)    | Hongkong W (3–0)    | Chiny P (0-3)       | Singapur P (0-3)    | 4.      |

### Triathlon
| Zawodnicy  | Konkurencja | Pływanie (1,5 km) | Zmiana 1 | Jazda na rowerze (40 km) | Zmiana 2 | Bieg (10 km) | Czas    | Pozycja |
| ---------- | ----------- | ----------------- | -------- | ------------------------ | -------- | ------------ | ------- | ------- |
| Heo Min-ho | Mężczyźni   | 18:02             | 0:38     | 59:46                    | 0:28     | 35:36        | 1:54:30 | 54.     |

### Wioślarstwo
Mężczyźni
| Zawodnik      | Konkurencja | Eliminacje | Eliminacje | Repasaże | Repasaże | Ćwierćfinał | Ćwierćfinał | Półfinał | Półfinał | Finał   | Finał   |
| Zawodnik      | Konkurencja | Czas       | Miejsce    | Czas     | Miejsce  | Czas        | Miejsce     | Czas     | Miejsce  | Czas    | Miejsce |
| ------------- | ----------- | ---------- | ---------- | -------- | -------- | ----------- | ----------- | -------- | -------- | ------- | ------- |
| Kim Dong-yong | jedynka     | 7:05.24    | 4. (R)     | 7:03.91  | 2. (Q)   | 7:16.12     | 5. (P CD)   | 7:48.09  | 4. (F D) | 7:27.94 | 21.     |

Kobiety
| Zawodniczka               | Konkurencja                  | Eliminacje | Eliminacje | Repasaże | Repasaże | Ćwierćfinał | Ćwierćfinał | Półfinał | Półfinał | Finał   | Finał   |
| Zawodniczka               | Konkurencja                  | Czas       | Miejsce    | Czas     | Miejsce  | Czas        | Miejsce     | Czas     | Miejsce  | Czas    | Miejsce |
| ------------------------- | ---------------------------- | ---------- | ---------- | -------- | -------- | ----------- | ----------- | -------- | -------- | ------- | ------- |
| Kim Ye-ji                 | jedynka                      | 8:04.68    | 6. (R)     | 7:50.64  | 1. (Q)   | 8:00.26     | 4. (P CD)   | 7:59.78  | 4. (F D) | 8:32.57 | 19.     |
| Kim Myeong-sin Kim Sol-ji | dwójka podwójna wagi lekkiej | 7:31.98    | 4. (R)     | 7:27.95  | 4. (F C) | —           | —           | BYE      | BYE      | 7:44.03 | 14.     |

### Zapasy
Mężczyźni – styl wolny
| Zawodnik       | Konkurencja | Kwalifikacje     | 1/8              | Ćwierćfinał      | Półfinał         | Repesaż 1        | Repesaż 2        | Finał            | Finał   |
| Zawodnik       | Konkurencja | Przeciwnik Wynik | Przeciwnik Wynik | Przeciwnik Wynik | Przeciwnik Wynik | Przeciwnik Wynik | Przeciwnik Wynik | Przeciwnik Wynik | Pozycja |
| -------------- | ----------- | ---------------- | ---------------- | ---------------- | ---------------- | ---------------- | ---------------- | ---------------- | ------- |
| Kim Jin-cheol  | −55 kg      | BYE              | Yumoto P 1-3     | NQ               | NQ               | NQ               | NQ               | NQ               | 11.     |
| Lee Seung-chul | −60 kg      | BYE              | Scott P 0-3      | NQ               | NQ               | NQ               | NQ               | NQ               | 18.     |

Mężczyźni – styl klasyczny
| Zawodnik       | Konkurencja | Kwalifikacje       | 1/8              | Ćwierćfinał      | Półfinał         | Repesaż 1        | Repesaż 2        | Finał            | Finał   |
| Zawodnik       | Konkurencja | Przeciwnik Wynik   | Przeciwnik Wynik | Przeciwnik Wynik | Przeciwnik Wynik | Przeciwnik Wynik | Przeciwnik Wynik | Przeciwnik Wynik | Pozycja |
| -------------- | ----------- | ------------------ | ---------------- | ---------------- | ---------------- | ---------------- | ---------------- | ---------------- | ------- |
| Choi Gyu-jin   | −55 kg      | BYE                | Yun WC W 3-0     | Balart W 3-1     | Bayramov P 1-3   | BYE              | BYE              | Siemionow P 0-3  | 5.      |
| Jeong Ji-hyeon | −60 kg      | BYE                | Meoque W 3-0     | Əliyev P 0-3     | NQ               | NQ               | NQ               | NQ               | 8.      |
| Kim Hyeon-woo  | −66 kg      | Varderesyan W 3-0  | Mulens W 3-0     | Venckaitis W 3-0 | Guénot W 3-1     | BYE              | BYE              | Lőrincz W 3-0    | złoto   |
| Kim Jin-hyeok  | −74 kg      | Datunaszwili P 0-3 | NQ               | NQ               | NQ               | NQ               | NQ               | NQ               | 19.     |
| Lee Se-yeol    | −84 kg      | Hrustanović P 0-3  | NQ               | NQ               | NQ               | NQ               | NQ               | NQ               | 18.     |

Kobiety
| Zawodniczka   | Konkurencja | Kwalifikacje        | 1/8                 | Ćwierćfinał         | Półfinał            | Repasaż 1           | Repasaż 2           | Finał               | Finał   |
| Zawodniczka   | Konkurencja | Przeciwniczka Wynik | Przeciwniczka Wynik | Przeciwniczka Wynik | Przeciwniczka Wynik | Przeciwniczka Wynik | Przeciwniczka Wynik | Przeciwniczka Wynik | Miejsce |
| ------------- | ----------- | ------------------- | ------------------- | ------------------- | ------------------- | ------------------- | ------------------- | ------------------- | ------- |
| Kim Hyeong-ju | −48 kg      | BYE                 | Merłeni P 1-3       | NQ                  | NQ                  | NQ                  | NQ                  | NQ                  | 13.     |
| Eom Ji-eun    | −55 kg      | al-Amiri P 0-5      | NQ                  | NQ                  | NQ                  | NQ                  | NQ                  | NQ                  | 14.     |

### Żeglarstwo
Mężczyźni
| Zawodnik                  | Konkurencja | Wyścig | Wyścig | Wyścig | Wyścig | Wyścig | Wyścig | Wyścig | Wyścig | Wyścig | Wyścig | Wyścig | Punkty | Finałowa pozycja |
| Zawodnik                  | Konkurencja | 1      | 2      | 3      | 4      | 5      | 6      | 7      | 8      | 9      | 10     | M*     | Punkty | Finałowa pozycja |
| ------------------------- | ----------- | ------ | ------ | ------ | ------ | ------ | ------ | ------ | ------ | ------ | ------ | ------ | ------ | ---------------- |
| Lee Tae-hoon              | RS:X        | 8      | 6      | 21     | 17     | 25     | 9      | 21     | 13     | 31     | 19     | –      | 139    | 15.              |
| Ha Jee-min                | Laser       | 8      | 9      | 15     | 14     | 36     | 50     | 50     | 28     | 12     | 17     | –      | 188    | 24.              |
| Cho Sung-min Park Gun-woo | 470         | 23     | 14     | 15     | 24     | 20     | 25     | 20     | 8      | 24     | 21     | –      | 169    | 22.              |